# Emidius d'Ascoli
Pour les articles homonymes, voir d'Ascoli.
Saint Emidius d'Ascoli est évêque et patron d'Ascoli Piceno dans les Marches.

## Biographie
Emidius naît à Trèves en 279 et meurt, décapité, le 5 août 309, à la suite d'une condamnation du gouverneur d'Ascoli, Polimio. Fête le 5 août.
D'abord païen, il devient catéchumène, étudie les Saintes Écritures et reçoit le baptême à 23 ans. 
Il rend visite au pape Marcel Ier et est ordonné évêque d'Ascoli. Polimio le prend pour la réincarnation du dieu Esculape et lui demande de faire des sacrifices pour les dieux, lui promettant en mariage sa fille Polisia. Le saint convertit Polisia à la foi chrétienne et la baptise dans les eaux du fleuve Tronto. Polimio ordonne l'arrêt de sa fille et la décapitation du saint.

À Ascoli, le petit temple de Sant'Emidio Rosso rappelle le lieu de l'exécution. De cet endroit, le Saint recueille sa tête, et la serrant dans ces mains, marche jusqu'au mont où il avait édifié un oratoire et il est enseveli par ses fidèles dans la grotte située sous l'oratoire. Ainsi raconte-t-on le miracle de la décapitation.

Emidius d'Ascoli est aussi un protecteur contre les tremblements de terre. Selon la tradition, il protège la ville d'Ascoli du violent séisme des Marches de 1703. Les citoyens, en signe de reconnaissance, érigent en 1717, le temple de Sant'Emidio alle Grotte sur le lieu de sa sépulture. La petite église donne accès à l'intérieur à une grotte où selon la tradition, la tombe du saint fut retrouvée, couverte de basilic.